# 燃藜室記述
『燃藜室記述』（ねんれいしつきじゅつ）は、朝鮮王朝後期（18世紀）に李肯翊（ko:이긍익）が編纂した朝鮮の歴史書。「燃藜室」は李肯翊の号。

## 概要
原集33冊、続集7冊、別集19冊の全59冊からなる。朝鮮で刊行されていたさまざまな「野史」（非官撰歴史書）を集大成した歴史書であり、『燃藜室記述』自身も「野史」の代表的な著作の一つである。中国中心の歴史理解から朝鮮独自の歴史の体系化を図った作品として評価されている。
朝鮮王朝の建国（1392年）から粛宗代（18世紀初頭）までの朝鮮の歴史を王の治世ごとに記し、主要な政治的事件とともに、先行する文献の記述を引用しながら政治家・学者たちの行状が記されている。評価の異なる複数の野史の記述を並べて引用しているのも特徴である。別集は典礼・官職・文芸・天文・地理・ 軍事・対外関係などについての記述である。
李肯翊存命中から好評を受けて伝播したが、凡例では筆者が余白を設けて随時記述を書き加えていることを記し、読者にも各自が記述を増補することを勧めている。「定本」となるべき李肯翊の最終原稿が現存しないこと、読者たちが増補を加えた伝写本が多く出たことなどから、異本が多い。現在奎章閣に所蔵されているものは原集30冊・続集19冊・別集21冊という構成になっており、20世紀初頭の純宗代までが後世の人々により書き継がれている。
現在、「定本」に近い扱いをされているのは、1911年に崔南善らの光文会が刊行したもの、1913年に朝鮮古書刊行会が『朝鮮群書大系』の一部として刊行したものである。光文会本は34冊で刊行が止まっており、朝鮮古書刊行会本がよく使われる。
日本の国立国会図書館では『朝鮮群書大系』をデジタルデータ化し、近代デジタルライブラリーで公開しており、『燃藜室記述』もオンラインで読むことができる。

## 原文閲覧
- 国立国会図書館の書誌情報。近代デジタルライブラリーへのリンクあり。
  - 『朝鮮群書大系』続　第11-16輯 （『燃藜室記述』原集・続集）
  - 『朝鮮群書大系』続　第19-21輯 （『燃藜室記述』別集）

## 註
1. ↑  朝鮮古書刊行会『朝鮮群書大系』収録の構成